# Primera División 1994 (Cile)
L'edizione 1994 della Primera División è stata la 63ª edizione del massimo torneo calcistico cileno. Il campionato fu vinto dal Universidad de Chile per la 8ª volta nella sua storia.

## Formula
La Federazione cilena scelse di semplificare la formula del campionato rispetto all'anno precedente e optò per un girone unico all'italiana. La Liguilla Pre-Libertadores è una fase di play-off che serve a determinare la 2ª squadra cilena classificata alla Copa Libertadores.

## Classifica
| Pos. | Squadra              | G  | V  | N  | S  | GF | GS | DR  | P  |
| ---- | -------------------- | -- | -- | -- | -- | -- | -- | --- | -- |
| 1    | Universidad de Chile | 30 | 21 | 7  | 2  | 71 | 28 | 43  | 49 |
| 2    | Universidad Católica | 30 | 21 | 6  | 3  | 84 | 26 | 58  | 48 |
| 3    | O'Higgins            | 30 | 13 | 13 | 4  | 45 | 38 | 7   | 39 |
| 4    | Colo-Colo            | 30 | 12 | 12 | 6  | 52 | 34 | 18  | 36 |
| 5    | Cobreloa             | 30 | 10 | 13 | 7  | 61 | 48 | 13  | 33 |
| 6    | Regional Atacama     | 30 | 13 | 5  | 12 | 51 | 41 | 10  | 31 |
| 7    | Unión Española       | 30 | 14 | 3  | 13 | 55 | 49 | 6   | 31 |
| 8    | Deportes Temuco      | 30 | 10 | 11 | 9  | 44 | 38 | 6   | 31 |
| 9    | Deportes Antofagasta | 30 | 11 | 6  | 13 | 36 | 45 | -9  | 28 |
| 10   | Everton              | 30 | 11 | 6  | 13 | 36 | 55 | -19 | 28 |
| 11   | Palestino            | 30 | 10 | 5  | 15 | 41 | 55 | -14 | 25 |
| 12   | Deportes La Serena   | 30 | 7  | 11 | 12 | 32 | 47 | -15 | 25 |
| 13   | Coquimbo Unido       | 30 | 8  | 9  | 13 | 30 | 45 | -15 | 25 |
| 14   | Provincial Osorno    | 30 | 6  | 9  | 15 | 30 | 57 | -27 | 21 |
| 15   | Cobresal             | 30 | 3  | 9  | 18 | 32 | 52 | -20 | 15 |
| 16   | Rangers              | 30 | 2  | 11 | 17 | 27 | 69 | -42 | 15 |

|  | Campione. Qualificata alla Coppa Libertadores 1995 |
|  | Qualificata per la Liguilla Pre-Libertadores       |
|  | Qualificata per la Liguilla de Promoción           |
|  | Retrocessa in Primera B                            |

## Liguilla Pre-Libertadores
| Pos | Equipo               | PJ | PG | PE | PP | GF | GC | Dif | Pts |
| --- | -------------------- | -- | -- | -- | -- | -- | -- | --- | --- |
| 1   | Universidad Católica | 3  | 2  | 1  | 0  | 9  | 4  | 5   | 5   |
| 2   | Cobreloa             | 3  | 2  | 0  | 1  | 6  | 6  | 0   | 4   |
| 3   | O'Higgins            | 3  | 0  | 2  | 1  | 6  | 9  | -3  | 2   |
| 4   | Colo-Colo            | 3  | 0  | 1  | 2  | 4  | 6  | -2  | 1   |

|  | Qualificata alla Coppa Libertadores 1995 |

## Liguilla de Promoción

### Andata
| San Fernando 20 dicembre 1994 | Colchagua | 1 – 1 | Coquimbo Unido |  |

| Concepción 20 dicembre 1994 | Arturo Fernández Vial | 0 – 0 | Provincial Osorno |  |

### Ritorno
| Coquimbo 23 dicembre 1994 | Coquimbo Unido | 2 – 0 | Colchagua |  |

| Osorno 23 dicembre 1994 | Provincial Osorno | 3 – 0 | Arturo Fernández Vial |  |

## Verdetti
- Universidad de Chile campione del Cile
- Universidad de Chile e Universidad Católica qualificate alla Coppa Libertadores 1995.
- Cobresal e Rangers retrocesse in Primera B.

## Classifica marcatori
| Gol |  |  | Giocatore              | Squadra              |
| --- |  |  | ---------------------- | -------------------- |
| 33  |  |  | Alberto Acosta         | Universidad Católica |
| 27  |  |  | Marcelo Salas          | Universidad de Chile |
| 24  |  |  | Alejandro Glaría       | Cobreloa             |
| 15  |  |  | Malcom Moyano          | O'Higgins            |
| 14  |  |  | Lukas Túdor            | Universidad Católica |
| 13  |  |  | Carlos Gustavo De Luca | Regional Atacama     |
| 13  |  |  | Juan Carlos Ibáñez     | Universidad de Chile |
| 12  |  |  | Toninho                | Colo-Colo            |
| 12  |  |  | Carlos Morales         | Unión Española       |
| 11  |  |  | Sergio Salgado         | Cobresal             |
| 11  |  |  | Leonel Herrera         | Dep. Antofagasta     |
| 10  |  |  | Carlos González        | Dep. La Serena       |
| 10  |  |  | Luis Castillo          | Huachipato           |
| 10  |  |  | Diego Oyarbide         | Regional Atacama     |